# Lewis Oliva
Lewis Oliva (né le 23 août 1992 à Devauden dans le Monmouthshire) est un coureur cycliste sur piste gallois, actif dans les années 2010. Dans les épreuves de vitesse, il a obtenu plusieurs titres de champion de Grande-Bretagne. Il a également médaillé d'argent du keirin aux Jeux du Commonwealth de 2018. 

## Biographie
En 2012, Lewis Oliva devient champion de Grande-Bretagne de vitesse par équipes avec Peter Mitchell et David Daniell, et vice-champion de vitesse individuelle après avoir été battu en finale par Callum Skinner.
Lors des championnats d'Europe 2012 à Panevėžys, en Lituanie, il remporte la médaille de bronze en vitesse par équipes avec Matthew Crampton et Skinner et termine sixième du keirin. En 2014, il remporte de nouveau le titre national de vitesse par équipes avec Philip Hindes, Jason Kenny et Skinner. Il termine troisième du keirin. En demi-finale du tournoi de vitesse, il est victime d'une chute spectaculaire qui lui laisse plus de 100 éclats dans le corps et des brûlures sur la jambe. Malgré ces blessures, il est sélectionné pour les championnats d'Europe 2014, où il se classe sixième de la vitesse par équipes avec Skinner et Crampton. 
En 2015, il devient  champion de Grande-Bretagne de vitesse et en 2017 et 2018, il est sacré sur le keirin. Aux Jeux du Commonwealth 2018, il remporte la médaille d'argent dans cette discipline, devancé par l'Australien Matthew Glaetzer.
En octobre 2018, Oliva annonce sa retraite du cyclisme pour poursuivre ses études de médecine. Avant cela, il était étudiant à philosophie de l'Université ouverte. Il est marié à la cycliste Ciara Horne.

## Palmarès

### Coupe du monde
- 2013-2014
  - 3e du keirin à Guadalajara
  - 3e de la vitesse par équipes à Guadalajara
- 2016-2017
  - 3e du keirin à Glasgow
- 2017-2018
  - 2e du keirin à Milton
  - 3e du keirin à Minsk

### Jeux du Commonwealth
| Édition / Épreuve | Kilomètre | Keirin   | Vitesse individuelle |
| Dehli 2010        |           | 1er tour | 15e                  |
| Glasgow 2014      |           | 1er tour | 1er tour             |
| Gold Coast 2018   | 13e       | Argent   | 1/4 de finales       |

### Championnats d'Europe
- Panevėžys 2012
  -  Médaillé de bronze de la vitesse par équipes

### Championnats de Grande-Bretagne
- 2012
  -  Champion de Grande-Bretagne de vitesse par équipes (avec Peter Mitchell et David Daniell)
  - 2e de la vitesse individuelle
- 2013
  - 3e du keirin
- 2014
  - 3e du keirin
- 2015
  -  Champion de Grande-Bretagne de la vitesse individuelle
  - 2e du keirin
- 2017
  -  Champion de Grande-Bretagne du keirin
  - 3e de la vitesse individuelle
  - 3e de la vitesse par équipes (avec Alex Jolliffe et Ryan Hutchinson)
- 2018
  -  Champion de Grande-Bretagne du keirin